# 제78차 유엔 총회
제78차 유엔 총회는 2023년 9월 5일 개막하여 2024년 9월 10일 폐막한 유엔 총회 회기이다. 총회 의장은 라틴아메리카·카리브해 지역 그룹 출신이다.

## 조직

### 의장
2023년 6월 1일, 유엔 주재 트리니다드 토바고 상임대표인 데니스 프렌시스가 총회 의장으로 선출되었다.

### 부의장
총회는 다음 국가를 제78차 총회의 부의장으로 선출하였다.
유엔 안전보장이사회 5개 상임이사국:
- 중국
- 프랑스
- 러시아
- 영국
- 미국

기타 국가:
- 볼리비아
- 콩고 공화국
- 에스토니아
- 감비아
- 아이슬란드
- 이란
- 말레이시아
- 모로코
- 네덜란드
- 세네갈
- 싱가포르
- 스리랑카
- 수리남
- 우간다
- 우즈베키스탄
- 잠비아

### 일반토의
총회의 각 회원국은 자국의 문제, 그리고 내년도 유엔 총회에 대한 계획과 포부 등을 이야기하는 대표권을 가지게 되며, 이는 회원국들이 관심 있는 국제 문제에 대해 의견을 밝힐 수 있는 기회로 간주된다.
발표자 순서는 회원국에 먼저 주어지고, 그 다음에 참관국과 초국가적 기구에 주어진다. 일반 토론 규칙에 따르면, 발언은 아랍어, 중국어, 영어, 프랑스어, 러시아어, 스페인어 등 유엔 공식 언어로 진행되어야 하며, 유엔 통역가가 통역하게 된다.